# Melita annandalei
Melita annandalei is een vlokreeftensoort uit de familie van de Melitidae. De wetenschappelijke naam van de soort is voor het eerst geldig gepubliceerd in 1925 door Tattersall.